# La Roma
La Roma és un curs d'aigua de la Catalunya del Nord, a la comarca del Vallespir. És l'eix vertebrador de les comunes del Pertús, les Cluses i la part baixa de Morellàs i les Illes.
Es forma per l'adjunció de la Ribera de l'Albera i del Còrrec dels Estanys just al límit dels termes de l'Albera i el Pertús al nord d'aquest darrer poble. Té un recorregut molt sinuós, marcant l'eix del nord del terme del Pertús i del terme de les Cluses. Al cap de poc d'entrar en el terme de Morellàs i les Illes s'aboca en la Ribera de Morellàs.